# Зандман, Феликс
Феликс Зандман (7 мая 1927, Гродно, Белостокское воеводство, Польша, (ныне Беларусь) — 4 июня 2011, США) — учёный и инженер, основатель и главный технический директор международной компании «Vishay Intertechnology» — одного из крупнейших поставщиков электронных компонентов в мире.
В годы Второй мировой войны Феликс Зандман и пятеро других евреев выжили в Катастрофе, благодаря помощи праведников мира Анны и Яна Пухальских.
С 1946 по 1949 год он учился во Франции в Университете Нанси по специальностям физика и техника, и параллельно, в техническом университете. Он получил степень доктора философии в университете Сорбонны, защитив диссертацию по теме фотоупругости.
Феликс Зандман был награждён медалью Э. Лонгстрета (Институт Франклина, 1962) и другими наградами.

## Биография
Феликс Зандман родился в семье Аарона и Гени Зандман в городе Гродно в 1927 году (по некоторым данным — в 1928). Учился в польской гимназии с преподаванием основных предметов на языке иврит.
В октябре 1941 года, после оккупации нацистскими войсками города, вся их большая семья была переселена в гродненское гетто, затем переведена в транзитный концлагерь Келбасин, ещё до ликвидации гетто в 1942 году. Позднее вся семья Феликса погибла, а он выжил только благодаря праведникам мира Анне и Яну Пухальским, жившим в деревне Великая Лососна (теперь в Польше, 20 км от границы с Беларусью). Анна, мать 5 детей, работала до войны сторожем дачи семьи Фрейдовичей и в феврале 1943 года укрыла Феликса в знак благодарности его бабушке за помощь в спасении её ребёнка в прошлом. Кроме Феликса, Пухальские спасли его дядю Сендера Фрейдовича и четверых польских евреев. Основным местом, в котором они провели 17 месяцев, стала вырытая ими яма-убежище размером 1.7 х 1.5 и глубиной 1.2 метра. Несмотря на тяжелейшие условия, выжившие смогли сохранить добрые отношения друг с другом, там же Сендер в темноте преподавал Феликсу тригонометрию, математику и историю, что позволило Феликсу, после освобождения, за год пройти три класса и закончить десятилетнюю школу.

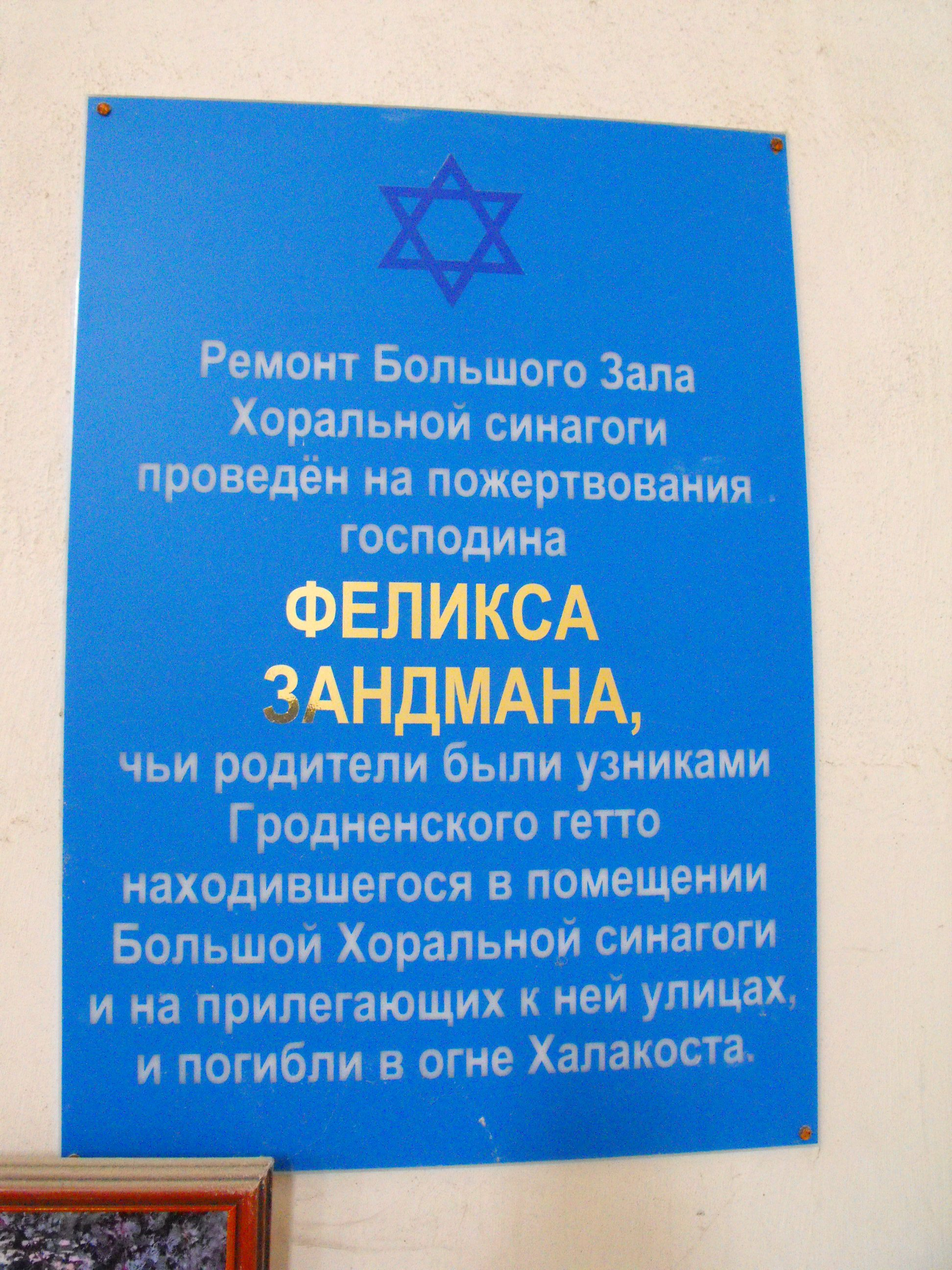
Памятная табличка о пожертвовании Ф. Зандмана на ремонт Большой хоральной синагоги в Гродно

После войны Феликс с дядей переехали в Данциг, где он поступил в университет, но из-за послевоенных еврейских погромов в Польше, они в летом 1946 года эмигрировали во Францию.
Не зная вначале французского, Феликс смог в 1949 году окончить университет в Нанси со званием «Студент века». Затем защитил докторскую диссертацию в Сорбонне, разработав «новый метод и уникальную технологию измерения напряжений».
Свою жену Руту Зандман уже более 40 лет считал своим «главным советником».
В 1994 году, будучи гражданином США (а до того — Польши и Франции), принял гражданство Израиля.
Умер в США 4 июня 2011 года. Похоронен в Израиле.

## Профессиональная деятельность
После окончания учёбы Зандман некоторое время преподавал во французской Академии аэронавтики Ecole de l’Air, а затем проработал несколько лет в авиационной промышленности Франции.
В 1956 году Зандман получил предложение переехать в США, где он работал в компании Budd в должности директора департамента научных исследований и разработок, развивая свою методику измерения деформаций («фотостресс»). Так он пришёл к идее создания сверхпрецизионного тонкоплёночного резистора, но компания Budd не сочла этот бизнес перспективным, и 22 февраля 1962 года Зандман создал собственную фирму. Зандман и его компаньон и близкий родственник Альфред Сланер (Alfred P.Slaner) назвали новую компанию Vishay в память о бабушке Феликса, родившейся в маленьком литовском городке Вишей (Вейсияй).
Откликнувшись на просьбу Исраэля Таля — главного конструктора израильского танка «Меркава», Феликс Зандман безвозмездно осуществил модернизацию пушки танка, что позволило резко повысить точность его стрельбы.

## Vishay Intertechnology
Первой продукцией кампании стали уникальные высокоточные тонкоплёночные резисторы, изготавливаемые по технологии, запатентованной Феликсом Зандманом.
Сегодня «Vishay» имеет производственные предприятия в Израиле, Китае и 5 других странах Америки, Европы и Азии, где производит выпрямители, диоды, МОП-транзисторы, оптоэлектронные компоненты, специализированные интегральные схемы, резисторы, конденсаторы и индукторы.
Доходы «Vishay Intertechnology» за 2009 год составили более $ 2042 млн. По состоянию на 31 декабря 2009 года в компании было около 22 300 штатных сотрудников.

## Книги
(по)

- Photostress: principles and applications, 1959
- Photoelastic Coatings, 1977
- Cherez terni k zvezdam: Ot Vishei — k Vishei, 1994
- Never the last journey, 1995
- Nie die letzte Reise.: Vom polnischen Ghetto an die Wallstreet. 1999
- Resistor theory and technology, 2002

## Награды, признание
Феликс Зандман был удостоен при жизни следующих наград:
- 1962: Медаль Эдварда Лонгстрета (Институт Франклина)[15].
- 2001: Медаль Альянса предприятий электронной промышленности США[англ.][16].
- 2009: Награда Национальной ассоциации дистрибьюторов электронных компонентов США[англ.][17].

## В кино
О жизни Феликс Зандмана был снят документальный фильм «Триумф духа (История Феликса Зандмана)».